# Consuetudines Cartusiæ

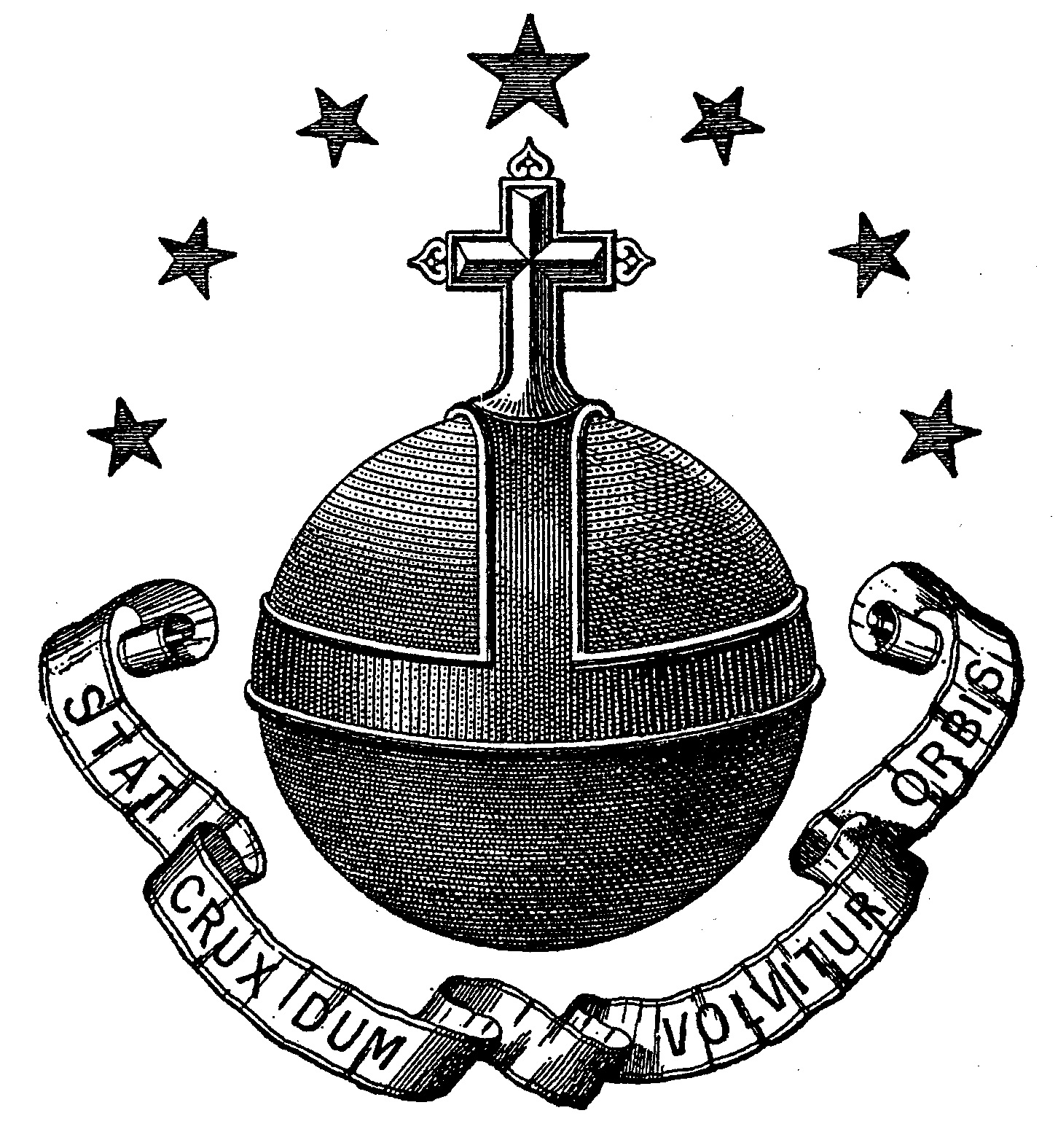
Emblème et devise de l'ordre des Chartreux :.

Le Consuetudines Cartusiæ (en français : Coutumes de Chartreuse) est un document écrit entre 1121 et 1128 par Guigues le Chartreux, cinquième prieur de la Grande Chartreuse. Sans avoir la forme d’une « règle » ou « constitution », il est néanmoins le texte législatif fondamental de l’ordre des Chartreux.

## Origine
S'il est clair que saint Bruno est l'inspirateur de l'idéal de vie cartusienne, il ne semble pas qu'il ait jamais eu l'intention de fonder un ordre religieux. Lui-même n'est à l'origine que de deux monastères, la Grande Chartreuse et l'ermitage de la Torre en Calabre, devenue au XVIe siècle la chartreuse de Calabre où, après des services rendus au pape Urbain II qui l'avait appelé comme conseiller à Rome (1091-1092), il se retira et passa ses dernières années. C’est sous Guigues le Chartreux, cinquième prieur de la Grande Chartreuse que l’ordre prit son essor et que plusieurs communautés ou groupes d'ermites demandèrent à pouvoir suivre les coutumes de la communauté de Chartreuse.
À la demande des prieurs et moines de ces nouvelles maisons (Portes, Saint-Sulpice en Bugey, Meyriat) qui demandaient aide et conseils Guigues mit par écrit ce qui constituait le quotidien et le coutumier du premier monastère de l’ordre, la Grande Chartreuse : les Consuetudines Cartusiæ.
Ce coutumier a donné à l’ordre cartusien sa cohésion et physionomie ; il est demeuré une référence spirituelle constante, même si le texte des Coutumes a été écarté du système législatif cartusien au profit de textes actualisés par les chapitres généraux. Depuis le concile Vatican II, les statuts rénovés des Chartreux ont remis les Coutumes de Guigues à l'honneur sous forme de citations importantes.
Ces consuetudines cartusiae qui définissent les us et coutumes d'un monastère de chartreux en opérant un subtil équilibre entre vie érémitique et vie communautaire. Les moines se réunissent à l'église aux vigiles, aux matines, à la messe du matin et aux vêpres, vivant le reste du temps retirés dans leur cellule où ils se concentrent à l'étude des Saintes Écritures. Progressivement, l'ordre des chartreux s'est structuré. Il est demeuré attractif pendant tout le Moyen-Âge.

## Contenu
Les Consuetudines Cartusiæ comprennent quatre-vingts chapitres de longueur inégale :
- ch.1-14 : après un court prologue, ces chapitres traitent de l’usage liturgique : ce que l’on appelle le « rite cartusien ». Les cérémonies sont marquées par la sobriété (pas de procession) ;
- ch.15-16 : l’office du prieur et procureur. Il est souligné avec force que même ceux qui ont des tâches temporelles doivent veiller au « repos contemplatif » ;
- ch.17-21 : les contacts avec le monde extérieur, les hôtes et les pauvres. L’hospitalité est sacrée, mais la solitude doit être protégée : stricte clôture.
- ch.22-27 : l’admission des candidats, leur formation et la profession finale. Le noviciat se fait « en cellule ». Insistance sur l’obéissance afin d’éviter les dangers de l’indépendance de l’ermite en cellule ;
- ch.28-35 : les détails de la vie en cellule. Vêtements, travail (surtout celui de copiste), cuisine (que chacun doit préparer lui-même, certains jours), lecture, horaire des exercices du jour, etc. Au ch. 31 : « l’ermite est en cellule comme un poisson dans l’eau » ;
- ch.36-41 : l'administration du monastère. La possession des biens temporels doit être limitée. Aucune terre ne peut être trop éloignée du « désert » (de la Chartreuse). Éviter à tout prix l’« embarras des affaires ». Un soin attentif est porté aux malades, car ils sont d’autres Christ ;
- ch.42-76 : la vie des frères convers. Un corps complet de statuts concernant les frères, de l’office divin (réduit) à l’organisation du travail (en silence) et des relations avec le monde extérieur. Primauté au progrès de la vie spirituelle. Ils protègent l’érémitisme des pères, mais leur solitude à eux doit être également protégée ;
- ch.77-79 : le nombre des habitants du monastère est limité à treize pères et seize frères. Les ressources sont limitées, et les moines ne peuvent pas aller mendier ;
- ch.80 : Le dernier chapitre est un éloge de la vie solitaire : repos contemplatif, silence, désir ardent des biens célestes. Notre-Seigneur dans le désert est le modèle. D’autres exemples sont tirés de l’Ancien et du Nouveau Testament. Des grandes figures du monachisme : Paul, Antoine, Hilarion, Benoît sont évoquées.

## Histoire du coutumier
Dès 1128, diverses maisons adoptent officiellement le coutumier préparé par Guigues. Le premier chapitre général des Chartreux, en 1140 approuve ces Consuetudines Cartusiæ et lui donne ainsi un statut officiel dans l’ordre. Les coutumes resteront toujours la référence première de la législation cartusienne, même si leur texte proprement dit a été écarté de la législation actualisée par les chapitres.
En 1510, une édition entièrement refondue de l’ensemble des statuts de l’ordre est imprimée pour la première fois.
Les statuts sont entièrement revus à la lumière du concile Vatican II et du nouveau code de droit canonique de 1983. En 1987, le chapitre général de l’ordre approuve un nouveau texte auquel il donne le titre de Statuts de l’Ordre cartusien.